# Helen Donath

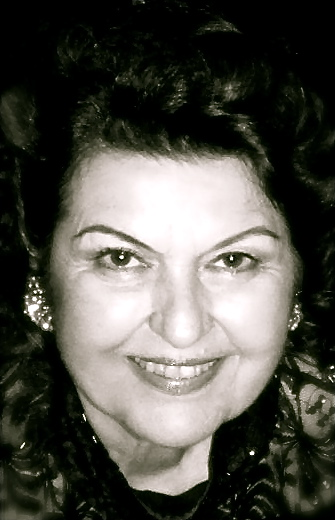
Helen Donath

Helen Donath (geborene Erwin; * 10. Juli 1940 in Corpus Christi, Texas) ist eine US-amerikanische Opernsängerin (Sopran).

## Leben
Helen Donath ging in Corpus Christi zur Schule und begann dort auch zu studieren. Später setzte sie ihr Studium in New York fort, wo sie im Alter von 18 Jahren bereits ihren ersten Konzertauftritt hatte. 1962 erhielt sie an der Oper Köln ihr erstes Engagement in Deutschland. Sie debütierte als zweite Rheintochter Wellgunde in Richard Wagners Rheingold. Von 1963 bis 1968 sang sie am Opernhaus Hannover. Hier lernte sie ihren späteren Ehemann kennen, den Pianisten und Kapellmeister am Opernhaus Klaus Donath.
1966 schloss sie einen Gastvertrag mit der Bayerischen Staatsoper in München, was ihrer Karriere äußerst förderlich war. So sang sie 1967 und 1968 die Pamina in der Zauberflöte bei den Salzburger Festspielen. Damit gelang ihr endgültig der internationale Durchbruch. Opern- und Konzertgastspiele führten sie seitdem in alle Welt, etwa an die Mailänder Scala, das Royal Opera House in London, an die Staatsopern Berlin, Wien, München, Dresden und Hamburg, nach Paris, Tokio und immer wieder in ihre amerikanische Heimat. 1991 debütierte sie an der Metropolitan Opera New York als Marzelline in Fidelio und als Susanna in Le nozze di Figaro. Besondere Höhepunkte waren auch die Rolle der Marschallin im Rosenkavalier in Detroit, unter der Leitung ihres Mannes Klaus Donath und in der Regie ihres Sohnes Alexander Donath, und die Despina in Così fan tutte bei den Salzburger Festspielen 2004 bis 2006. An der Oper Köln gastierte sie zuletzt 2015 als Mrs. Grose in The Turn of the Screw.
Helen Donath wurde mehrfach für ihre Verdienste ausgezeichnet, u. a. als Bayerische Kammersängerin, als Ehrendoktor der Universität Miami und 1990 mit dem Niedersachsenpreis. 2005 erhielt sie das Verdienstkreuz 1. Klasse des Niedersächsischen Verdienstordens.

## Diskografie
Helen Donath spielte über einhundert Schallplatten ein, unter anderem mit folgenden Partien:
- Pamina (Die Zauberflöte),
- Susanna (Le nozze di Figaro),
- Gretel (Hänsel und Gretel),
- Gänsemagd (Königskinder),
- Micaela (Carmen),
- Sophie (Der Rosenkavalier),
- Marzelline (Fidelio),
- Ännchen (Der Freischütz),
- Eva (Die Meistersinger von Nürnberg)
- Governess (The Turn of the Screw).